# Gölesjön
Gölesjön är en sjö i Ånge kommun i Medelpad och ingår i Ljungans huvudavrinningsområde. Sjön är 4,5 meter djup, har en yta på 0,11 kvadratkilometer och är belägen 240,5 meter över havet. Sjön avvattnas av vattendraget Skärvån.

## Delavrinningsområde
Gölesjön ingår i det delavrinningsområde (694251-152095) som SMHI kallar för Ovan Felebodbäcken. Medelhöjden är 355 meter över havet och ytan är 14,71 kvadratkilometer. Det finns inga avrinningsområden uppströms utan avrinningsområdet är högsta punkten. Skärvån som avvattnar avrinningsområdet har biflödesordning 3, vilket innebär att vattnet flödar genom totalt 3 vattendrag innan det når havet efter 90 kilometer. Avrinningsområdet består mestadels av skog (90 procent). Avrinningsområdet har 0,4 kvadratkilometer vattenytor vilket ger det en sjöprocent på 2,7 procent.